# Solikamsk
Solikamsk (russisk: Солика́мск, tr. Solikámsk) er en by i Perm kraj i Rusland. Den ligger omkring 190 km nord for Perm og 25 km nord for nabobyen Berezniki. Solikamsk er den tredje største by i Perm kraj med 87.745 (2025) indbyggere.
Den blev grundlagt i 1430. Bynavnet er afledt af de russiske ord соль, tr. sol, dansk: salt, og floden, der løber gennem byen, Кама tr. Kama.
Byen er kendt for sin saltproduktion, specielt natriumklorid, som bruges som gødning. Over 11.000 mennesker arbejder inden for udvinding af salt, 3.000 i underjordiske miner og 7.000 over bakken. Byen har et eget museum, som er dedikeret til at forklare og belyse alle stadier i saltudvinding og -raffinering, og næringens historie i byen.
I Sovjet-tiden lå der en gulag-arbejdslejr ved byen. Den er nu lukket, men bruges som et museum.